# Steal Your Goals
Steal Your Goals es un álbum de estudio de la banda estadounidense Set Your Goals y la banda inglesa The Steal y fue lanzado por el sello discográfico Gravity DIP Records. 
El lado A cuenta con tres canciones del grupo Set Your Goals, presentadas en sus anteriores trabajos Reset y Set Your Goals (Demo),  y el lado B presenta tres canciones de The Steal, presentadas anteriormente en su álbum homónimo.

## Lista de canciones

### Lado A
Toda la música compuesta por Set Your Goals. 
| Lanzamiento promocional |        |          |  |
| N.º                     | Título | Duración |  |

Toda la música compuesta por The Steal. 
| Lanzamiento promocional |        |          |  |
| N.º                     | Título | Duración |  |

## Personal

### Set Your Goals
- Jordan Brown - voz, guitarra
- Matt Wilson - voz
- Michael Ambrose - batería
- Joe Saucedo - bajo, voz secundaria
- Audelio Flores, Jr - guitarra, teclado
- Daniel Coddaire - guitarra, voz secundaria

### The Steal
- Richard Phoenix - batería
- Mark Pavey - voz
- Lindsay Corstorphine - guitarra
- Dave House - bajo